# 몸감각계
몸감각계통 (somatosensory system) 또는 체성감각계 또는 몸감각 기관 또는 체성 감각 기관은 촉각, 온도, 고유감각 (proprioception, 몸의 위치에 대한 감각), 통각 (nociception) 등의 감각을 받아들이는 다양한 수용체로 구성된 감각 기관이다. 감각 기관은 피부와 상피, 골격근, 뼈와 관절, 내부 장기, 심혈관계 등에 퍼져있다. 촉각은 오감 중 하나로 받아들여지긴 하지만, 촉각이라는 것은 실제로는 아주 다양한 감각이 섞여있다; 의학에서 촉각이란 단어는 체성 감각 (somatic senses)이라는 말로 대체하여 감각 과정에 들어있는 다양한 기전을 설명하려고 시도한다.
감각 기관은 다양한 수용체를 통해 자극을 받아들인다: 수용체에는 온도수용체 (thermoreceptor), 기계수용체 (mechanoreceptor)와 화학수용체 (chemoreceptor) 등이 있다. 수용체를 통해 받아들인 정보는 감각 신경을 통해 척수 신경로를 따라 뇌로 전달된다. 정보 처리는 주로 대뇌겉질 (cerebral cortex) 마루엽 (parietal lobe)의 중심뒤이랑 (postcentral gyrus)에 있는 일차 체성감각 영역 (primary somatosensory area)에서 주로 담당한다.
간단히 말해, 감각 과정은 감각 신경이 특정 자극에 의해 활성화되는 것으로 작용한다. 이 신경은 해당하는 몸 부위에 대응하는 뇌의 특정 부위로 이어지고, 이렇게 함으로 인해 특정 부위로 들어온 감각이 정확히 해석될 수 있다. 뇌가 맡은 신체 부위를 표시한 그림을 호문쿨루스라고 하며, 이는 신체상을 만드는 데 필수적이다.

## 해부
몸감각 기관은 포유류 (기타 척추동물들도 포함)의 몸 전체에 퍼져있다. 전체적으로 감각 수용체와 감각 (구심성) 뉴런이 말초 부위 (피부, 근육, 장기 등등)에 분포하며, 이는 중추신경계의 뉴런으로 이어진다.

### 일반적 몸감각 경로
몸감각 경로는 일반적으로 두 개의 긴 뉴런으로 이루어진다: 일차, 이차, 그리고 때로는 삼차 신경까지 존재한다.
- 일차 신경은 항상 세포체 (cell body)가 척수 신경의 뒤뿌리절 (dorsal root ganglion)에 존재한다 (만약 감각이 머리나 목에서 온 것이라면, 뇌신경에 있는 삼차신경절 (trigeminal ganglion)이나 다른 신경절이 감각을 담당한다).
- 이차 신경의 세포체는 척수나 뇌줄기 (brainstem)에 있다. 이 뉴런의 축삭은 척수나 뇌줄기에서 반대편으로 건너가게 된다. 이런 뉴런들의 축삭은 시상의 여러 부위 (예를 들면 뒤배쪽핵(ventral posterior nucleus, VPN))에서, 혹은 망상체활성화계 (reticular activating system)나 소뇌 등에서 끝을 맺는다.
- 촉각이나 어떤 통각의 경우, 삼차 신경의 세포체가 시상 뒤배쪽핵(ventral posterior nucleus, VPN)에 있어 마루엽의 중심뒤이랑에 가서 끝을 맺는다.

### 말초 부위
말초 부위에서, 몸감각 기관은 촉각을 받아들이는 기계수용체나 통각을 받아들이는 통각수용체 (nociceptor) 등을 통해 다양한 자극을 받아들인다. 이후 감각 정보 (촉각, 통각, 온각, 냉각 등등)는 구심성 신경 (afferent neuron)을 통해 중추신경계로 전달된다. 구심성 신경은 여러 종류가 있어 크기, 구조, 특성이 제각각이다. 일반적으로는 받아들이는 감각의 종류에 따라 신경이 다르게 존재한다. 예를 들어, 고통을 받아들이는 신경의 경우 가느다란 무수 신경 (unmyelinated neuron)으로 천천히 감각을 전달하며, 촉각은 굵은 유수 신경 (mylienated neuron)으로 빠르게 감각을 전달한다.

### 척수
척수에 있는 몸감각 기관의 경우 몸에서 뇌로 가는 오름신경로 (ascending tract)가 존재한다. 신경로의 목적지 중 대표적인 것은 대뇌겉질의 중심뒤이랑이다. 이것은 척수 뒤쪽 (dorsal column)에서 안쪽섬유띠 (medial lemniscus)를 잇는 신경들이나 앞척수시상로 (ventral spinothalamic tract) 신경들의 목적지가 된다. 많은 오름 몸감각 신경들이 대뇌겉질에 닿기 전 시상 또는 망상체에서 시냅스를 한다. 다른 오름신경로들, 그 중 특히 자세를 유지하는 것에 관련된 신경들은 소뇌로 뻗어있다. 이러한 신경로에는 배쪽척수소뇌로 (ventral spinocerebellar tract), 등쪽척수소뇌로 (dorsal spinocerebellar tract) 등이 있다. 한편으로 무조건 반사 등에 관련된 감각 신경은 척수에서 끝을 맺는다.

### 뇌
인간의 대뇌 겉질에 있는 일차 체성 감각 영역은 마루엽의 중심뒤이랑에 존재한다. 이 영역은 받아들여진 촉각 정보가 주로 가는 곳이다. 다른 감각 영역처럼, 이곳에도 호문쿨루스가 존재한다. 일차 체성 감각 겉질의 경우는 특별히 “감각 호문쿨루스”라는 이름의 ‘지도’가 존재한다. 이 부분의 인간 뇌는 몸의 특정 부분에서 오는 감각을 받아들이며, 각 부위에 할당된 신경의 양이 다르다. 예를 들면, 손으로 들어오는 감각을 처리하는 신경의 양은 많은 반면, 등쪽의 감각을 처리하는 신경은 적다. 흥미롭게도, 한 연구에 따르면 체성 감각 겉질이 편두통을 앓는 사람들에게서는 21% 정도 더 두꺼운 것이 발견되었다고 한다. 아직 이 현상의 의미는 알려져있지 않다. 고유감각과 자세에 관련된 정보는 대뇌가 아닌 소뇌에서 주로 처리를 하게 된다.

### 감각 상실
감각 상실 (sense deprivation)이란 어떤 사람이 촉각을 거의 느끼지 못했을 때의 현상이며, 특히 영아기 때 큰 문제가 된다. 영아의 감각 상실은 이후 행동적, 건강적, 생리적 발달에 있어 여러 가지 문제를 낳게 된다. 아쉽게도 이 분야는 연구가 깊이 되지 않아 그 영향에 대해 알려진 것이 많지는 않다. 연구가 진행되기 전, 촉각은 사람의 발달에 있어 미미한 영향을 끼치는 것으로 여겨졌다. 하지만 1945-47년, 신시내티 대학의 로버트 해트필드 (Robert Hatfield) 박사의 논문에 따라 이 관점이 무너지기 시작하였다. 한편으로 당시 아이들을 돌보는 의료인이었던 렌 스피츠 (Rene Spitz) 박사는, 특정 영아 및 유아들의 갑작스런 사망에 대한 원인 규명에 착수하였다. 1958-1962년이 되어 해리 할로우 (Harry Harlow)의 연구가 이뤄지고 나서야 원인이 규명되었다. 아이들은 촉각을 거의 느끼지 못했던 것이다. 원숭이 새끼들을 가지고 한 할로우의 연구에 따라 그는 촉각의 중요성을 깨닫게 되었다. 이후 존 보울비(John Bowlby)와 매리 설터 애인즈워스 (Mary Salter Ainsworth)의 연구를 통해 애착 이론과 관련하여 촉각이 어떤 영향을 미치는지가 확인되었다. 로버트 해트필드는 이런 실험들의 결과를 논하면서 “애정이 담긴 손길과 무시, 벌을 주는 손길 간의 차이는 애착 이론의 중심 화두이며, 이런 연구들은 할로우의 연구를 인간에게 적용한 것이라 볼 수 있다.”라고 주장하였다.

## 생리
모든 몸감각은 생리적인 수용체의 활성화로 시작된다. 이러한 몸감각 수용체는 보통 피부, 장기 또는 근육을 덮고 있다. 이 수용체들의 구조는 모든 경우에서 많은 유사점을 보이며, 그 예로 자유신경종말 (free nerve ending) 또는 캡슐에 싸여있는 신경 종말을 가진 점이 있다. 그것들은 움직임 (기계수용체), 압력 (기계수용체), 화학적 변화 (화학수용체) 또는 온도에 의해 활성화가 된다. 또다른 활성 요인으로는, 예를 들어 손가락이 표면을 스칠 때 일어나는 진동이 있다. 이렇게 해서 우리는 200 마이크로미터 이하의 굴곡이 있는 표면을 만져보고 부드럽다고 느낄 수 있다. 그런 표면을 만질 때 일어나는 진동은 대략 250 Hz 정도로, 이는 층판소체 (Pacinian corposucle)가 반응하는 최적의 주파수이다. 활성화가 되는 과정 역시 유사하다; 자극은 신경 종말에서 탈분극 (depolarization)을 일으키고 활동 전위 (action potential)가 나타난다. 이 활동 전위는 척수 등의 위치로 뉴런을 따라 전달된다.

## 과학 기술
촉각 과학 (haptic technology) 분야에서는 감각을 현실 그리고 가상 공간에서 느낄 수 있게 해주는 기술을 연구하고 있다. 이러한 발전은 감각 기능에 대해 중요한 통찰을 제공해주고 있다.

## 같이 보기
- 특수 감각
- 근육방추
- 세포 신호 전달 체계
- 운동계
- 몸형태배열
- 척수시상로

## 참고 문헌
- Emile L. Boulpaep; Walter F. Boron (2003). 《Medical Physiology》. Saunders. 352–358쪽. ISBN 0-7216-3256-4.

- Flanagan, J.R., Lederman, S.J. Neurobiology: Feeling bumps and holes, News and Views, Nature, 2001 7월. 26;412(6845):389-91.

- Hayward V, Astley OR, Cruz-Hernandez M, Grant D, Robles-De-La-Torre G. Haptic interfaces and devices. Sensor Review 24(1), pp. 16–29 (2004).

- Robles-De-La-Torre G., Hayward V. Force Can Overcome Object Geometry In the perception of Shape Through Active Touch. Nature 412 (6845):445-8 (2001).

- Robles-De-La-Torre G. The Importance of the Sense of Touch in Virtual and Real Environments. IEEE Multimedia 13(3), Special issue on Haptic NO User Interfaces for Multimedia Systems, pp. 24–30 (2006).